# Harold Nicolson
Pour les articles homonymes, voir Nicolson.
Harold Nicolson (21 novembre 1886 – 1er mai 1968) est un diplomate, homme politique, biographe et écrivain britannique. Connu pour son philhellénisme et ses convictions hostiles à la Turquie, il a influencé la politique extérieure du Royaume-Uni en faveur de la Grèce durant l'entre-deux-guerres. Les trois volumes de son Journal, qui couvrent la période de 1936 à 1968, offrent un témoignage direct de la politique britannique pendant la première moitié du XXe siècle. 
Toutefois, la célébrité de Sir Harold Nicolson vient également de son mariage avec la romancière Vita Sackville-West, union de deux bisexuels décrite dans le best-seller Portrait d'un mariage. Ce livre est l'œuvre de Nigel Nicolson, fils cadet de Harold et Vita Nicolson.

## Biographie
Né à Téhéran, Harold Nicolson était le fils du diplomate Sir Arthur Nicolson, 1er baron Carnock (1849-1928), auquel il consacra une biographie en 1930. 
Après une enfance passée en Perse, en Turquie, en Espagne et en Russie, Harold Nicolson suivit ses études à Wellington College, dans le Berkshire, puis à Balliol College (Oxford). Il entra dans la carrière diplomatique en 1909 et, dix ans plus tard, il participa à Paris à la conférence de la paix, dont il publia le compte rendu en 1933, et en fut récompensé en étant fait compagnon de l'Ordre de Saint-Michel et Saint-Georges en 1920.
Marié en 1913 avec Vita Sackville-West (1892-1962), il eut deux fils : l'historien de l'art Benedict Nicolson (1914-1978) et l'écrivain Nigel Nicolson (1917-2004).
En 1931, il rejoignit le New Party d'Oswald Mosley mais s'en éloigna définitivement l'année suivante, lorsque Mosley fonda l'Union britannique des fascistes. Harold Nicolson milita alors dans les rangs du Parti travailliste et devint membre sous cette étiquette du Parlement britannique en tant que député de Leicester West à partir de 1935.
Tout en rédigeant une colonne hebdomadaire dans The Spectator, Harold Nicolson écrivit de nombreuses biographies, notamment sur Paul Verlaine, Lord Byron, Tennyson, Benjamin Constant, Sainte-Beuve, Lord Curzon et divers essais sur le congrès de Vienne et la politique internationale en général. 
Pendant la Seconde Guerre mondiale, Winston Churchill le nomma sous-secrétaire d'État à l'Information. 
Harold Nicholson fut anobli en 1953 pour sa biographie officielle du roi George V.
En dehors de ses romans, de ses recueils de souvenirs (notamment Some People) et de ses récits de voyages, il est l'auteur d'un Journal en trois volumes, Diaries and Letters, dont les personnages principaux se nomment Ramsay MacDonald, David Lloyd George, Anthony Eden, Charles de Gaulle et Winston Churchill.

## Son journal et la question des camps d’extermination
Un passage de son journal intime montre, quoi qu'on en ait dit ensuite, que les élites socio-politiques britanniques comme Churchill n'ignoraient pas dès la fin 1942 le sort réservé par les nazis aux Juifs européens :
9 décembre 1942 : « au Comité (...) plusieurs délégués juifs nous parlent de l'extermination des leurs par les nazis. Ils ont vidé le ghetto de Varsovie, ils ont, dans des wagons à bestiaux, déporté et envoyé mourir en Russie les deux tiers de sa population. Il est horrible de penser que nous avons atteint le comble de l'horreur et que ce maelstrom gigantesque nous concerne à peine (...) Ils se montrent particulièrement cruels avec les enfants (...). Que pourrons-nous faire avec de pareilles gens après la guerre ? »
— Journal des années tragiques, 1936-1942

## Œuvres
Ouvrages traduits en français

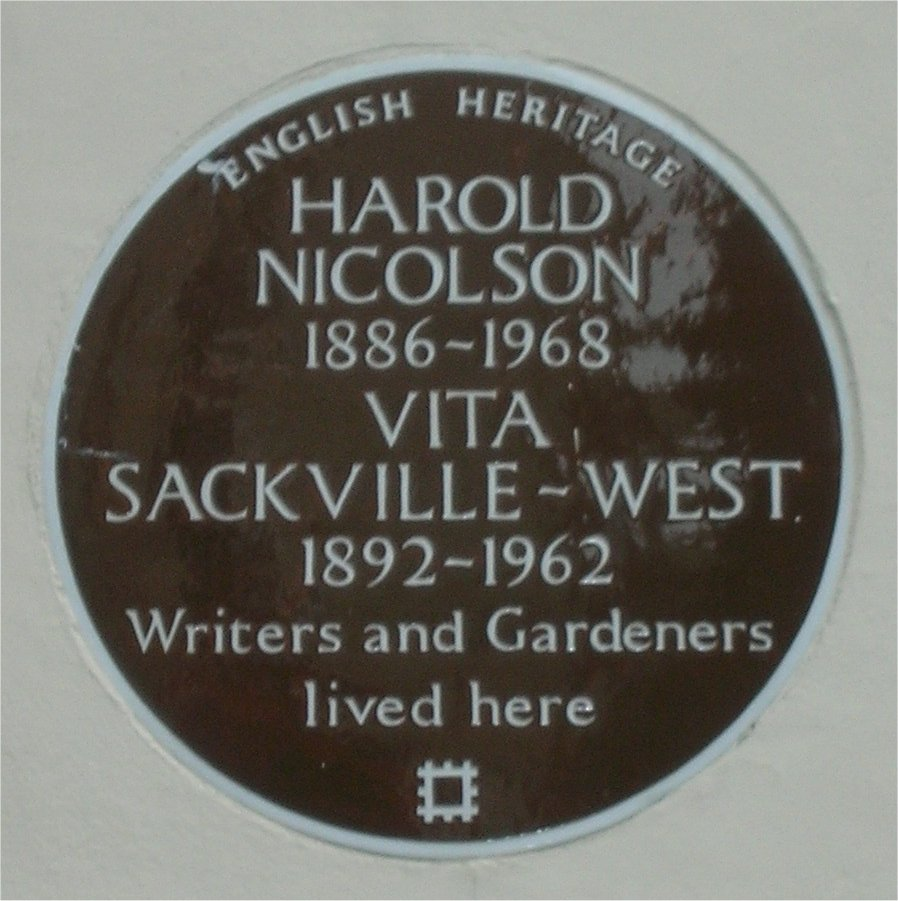
Plaque commémorative

- Quand on faisait la paix, 1936, Plon
- Journal des années tragiques, 1936-1968, Grasset, 1971

Ouvrages en langue anglaise
- Paul Verlaine (1921)
- Sweet Waters (1921) novel
- Tennyson, Aspects of His Life, Character and Poetry (1923)
- Byron: The Last Journey (1924)
- Swinburne (1926)
- Some People (1927)
- The Development of English Biography (Hogarth Press, 1927) Hogarth Lectures on Literature No. 4
- Portrait of a Diplomatist (1930) on Sir Arthur Nicolson
- Swinburne and Baudelaire (1930) Zaharoff Lecture
- People and Things: Wireless Talks (1931)
- The Changing World 2, The New Spirit in Literature (1932)
- Peacemaking 1919 (1933)
- Public Faces (1933) novel
- Curzon: The Last Phase, 1919 – 1925: A Study in Post-War Diplomacy (1934)
- Dwight Morrow (1935)
- Politics in the Train (1936)
- Germany and the Rhineland, a Record of Addresses Delivered at Meetings Held at Chatham House (1936) with Norman Angell and others
- Helen's Tower (1937) biography of Lord Dufferin
- Small Talk (1937)
- The Meaning Of Prestige (1937) Rede Lecture
- Diplomacy: a Basic Guide to the Conduct of Contemporary Foreign Affairs (1939)
- Why Britain is at War (1939)
- Marginal Comment (1939)
- The Desire to Please: A Story of Hamilton Rowan and the United Irishmen (1943)
- England, An Anthology (1944) editor
- Friday Mornings 1941-1944 (1944)
- Another World Than This (1945) anthology, editor with Vita Sackville-West
- The Congress of Vienna: A Study in Allied Unity: 1812-1822 (1946)
- The English Sense of Humor: An Essay (1946)
- Tennyson's Two Brothers (1947) Leslie Stephen Lecture
- Comments 1944-1948 (1948)
- Benjamin Constant (1949)
- King George V (1952)
- The Evolution of Diplomacy (1954) Chichele Lectures 1953
- Good Behaviour: Being A Study Of Certain Types Of Civility (1955)
- The English Sense of Humour and other Essays (1956)
- Journey to Java (1957)
- Sainte-Beuve (1957)
- The Age of Reason (1700-1789) (1960)
- The Old Diplomacy and the New (1961) David Davies Memorial Institute of International Studies Lecture, March 1961
- Kings, Courts and Monarchy (1962)
- Diaries and Letters (1968), edited by Nigel Nicolson, Collins, London
- Nigel Nicolson, éd., The Harold Nicolson Diaries 1907 - 1964, (Weidenfeld & Nicolson, 2004), (Phoenix Paperback, 2005)
- Nigel Nicolson (ed.), Vita and Harold. The Letters of Vita Sackville-West and Harold Nicolson 1910-1962 (Weidenfeld & Nicolson, 1992)

## Distinctions
- Compagnon de l'Ordre de Saint-Michel et Saint-Georges (CMG) en 1920[3]
- Chevalier commandeur de l'Ordre royal de Victoria (KCVO - 1953)[4]